# 제17회 서울독립영화제
제17회 서울독립영화제는 1991년 12월 6일에 열린 시상식이다.

## 수상 및 후보

### 네이버상
- Hi Sister - 한지승 수상

### 코닥상
- 모노 - 장세익 수상
- 낯선충돌 - 박제현 수상

### 기획상
- 제3의 만남 - 최호준, 김영철 수상

### 촬영상
- 빛과 어둠의 에스키스 - 고현욱 수상

### 편집상
- 피리소리 - 심광진 수상

### 조명상
- 나÷둘 - 한호경 수상